# Caña Rociera

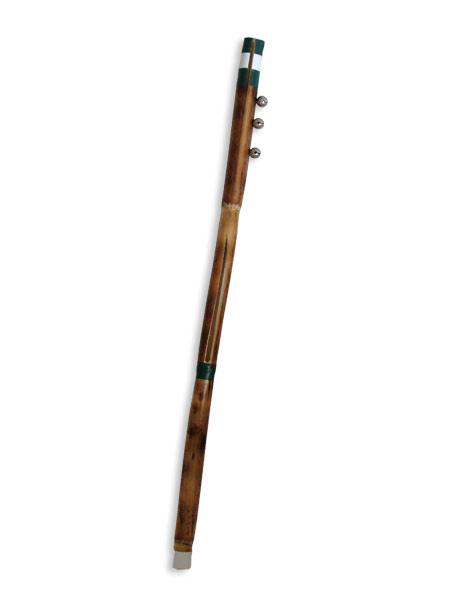
Caña Rociera

Die Caña Rociera [ˈkaɲa rrɔˈθiˈera] ist eine spanische Gegenschlagklapper. Sie wird in der Regel von der älteren Generation oder von traditionsbewussten Musikern gespielt. Man spielt sie im Kreise von Freunden und der Familie beim gemeinsamen Musizieren.

## Bauform
Die Caña ist ein Stab von ca. 50–75 cm Länge. Fast zwei Drittel der Caña sind in der Mitte gespalten, sodass die beiden Teile wie bei einem Gabelbecken federnd aufeinandertreffen, wenn der in einer Hand gehaltene Stab gegen die andere Hand geschlagen wird. Am Ende des gespaltenen Teils sind Glocken befestigt, die die eine Hälfte beschweren. Dadurch schwingt diese Hälfte beim Schlag weiter nach der Seite und erzeugt einen klappernden Ton beim Zurückschnellen.

## Spielweise
Es gibt zwei Spielweisen der Caña.
- Für Anfänger: Die Caña wird mit der einen Hand am unteren Ende festgehalten und auf der anderen Hand zwischen Daumen und den anderen Fingern hin und her geschlagen.[1]
- Für Fortgeschrittene: Diese Spielweise ist genau umgekehrt. Man hält die Caña in der einen Hand kurz vor dem gespaltenen Teil und macht die rhythmischen Bewegungen am unteren Teil der Caña. Dies ist deutlich schwieriger.[2]